# Bibliothèque publique de Boston
Pour les articles homonymes, voir BPL.
La Bibliothèque publique de Boston (Boston Public Library, ou BPL) est une bibliothèque municipale située à Boston. Fondée en 1848 grâce à l'artiste-ventriloque et philanthrope français Alexandre Vattemare, elle est alors la première grande bibliothèque publique aux États-Unis, la première bibliothèque publique à prêter des livres, la première à disposer d'une bibliothèque secondaire et la première à disposer d'une chambre d'enfants. En tant qu'institution culturelle historique de la ville de Boston, la bibliothèque publique de Boston comprend aujourd'hui une bibliothèque centrale et vingt-cinq succursales de quartier, desservant près de 4 millions de visiteurs par an et des millions d'autres en ligne. La Bibliothèque publique de Boston est un département de la ville de Boston , dirigé par la maire Michelle Wu.
Les collections de la bibliothèque attirent près de quatre millions de visiteurs; elles comprennent vingt-trois millions de documents, ce qui en fait la seconde bibliothèque américaine, juste après la bibliothèque du Congrès. Elles abritent 600 000 photographies, des dessins et des gravures de Rembrandt, de Dürer, de Rowlandson, de Goya, de Daumier, de Toulouse-Lautrec et 350 000 cartes anciennes, ainsi qu'un million de manuscrits.
Située à ses débuts dans les locaux d'une ancienne école de la rue Mason, la BPL est transférée sur la rue Boylston, qui se révélera très vite malcommode. C'est le 11 mars 1895 qu'est ouverte la nouvelle Bibliothèque de Copley Square, conçue par les architectes McKim, Mead et White, bâtiment solennel et imposant, aujourd'hui classé monument historique et où le lecteur peut admirer, entre autres, d'impressionnantes fresques de Puvis de Chavannes. C'est l'État du Massachusetts qui a fait don du terrain à la Ville de Boston, à condition que la bibliothèque soit ouverte gratuitement aux habitants de l'État, ce qui n'est pas sans imposer de nos jours de lourdes charges à la municipalité, sans réelles contreparties financières.
L'augmentation de la fréquentation de la bibliothèque et le développement de la production imprimée obligent de nouveau les responsables à prévoir un agrandissement des locaux, mais ce n'est qu'en 1972 qu'est inauguré le nouveau bâtiment, directement accolé à l'ancien. L'architecte, Philip Johnson, célèbre aux États-Unis, a réussi à harmoniser le nouveau bâtiment avec l'ancien en utilisant la même pierre et en créant des volumes rappelant ceux de l'ancienne bibliothèque.

## La mission
1.       la lecture et l'alphabétisation
2.       les espaces et les programmes
3.       la référence et l'enseignement
4.       les collections spéciales et le patrimoine culturel
L’engagement à être « gratuit pour tous » est gravé sur la façade de la bibliothèque centrale de Copley Square, et elle est fière d'accueillir tout le monde de manière égale, sans distinction de sexe, de race, d'origine nationale, d'orientation sexuelle, de foi ou de statut économique.

## Le bâtiment
Le bâtiment est construit en 1895 sur les plans de l'architecte Charles Follen McKim du cabinet McKim, Mead and White. Elle est située dans le quartier de Copley Square à Back Bay, près de l'Alliance française. L'architecture est de style néo-Renaissance. Charles McKim est en effet fortement influencé par ce style alors qu'il étudiait à l'École nationale supérieure des beaux-arts de Paris. Les galeries sont décorées de peintures murales par Pierre Puvis de Chavannes et par John Singer Sargent.

### Le vestibule

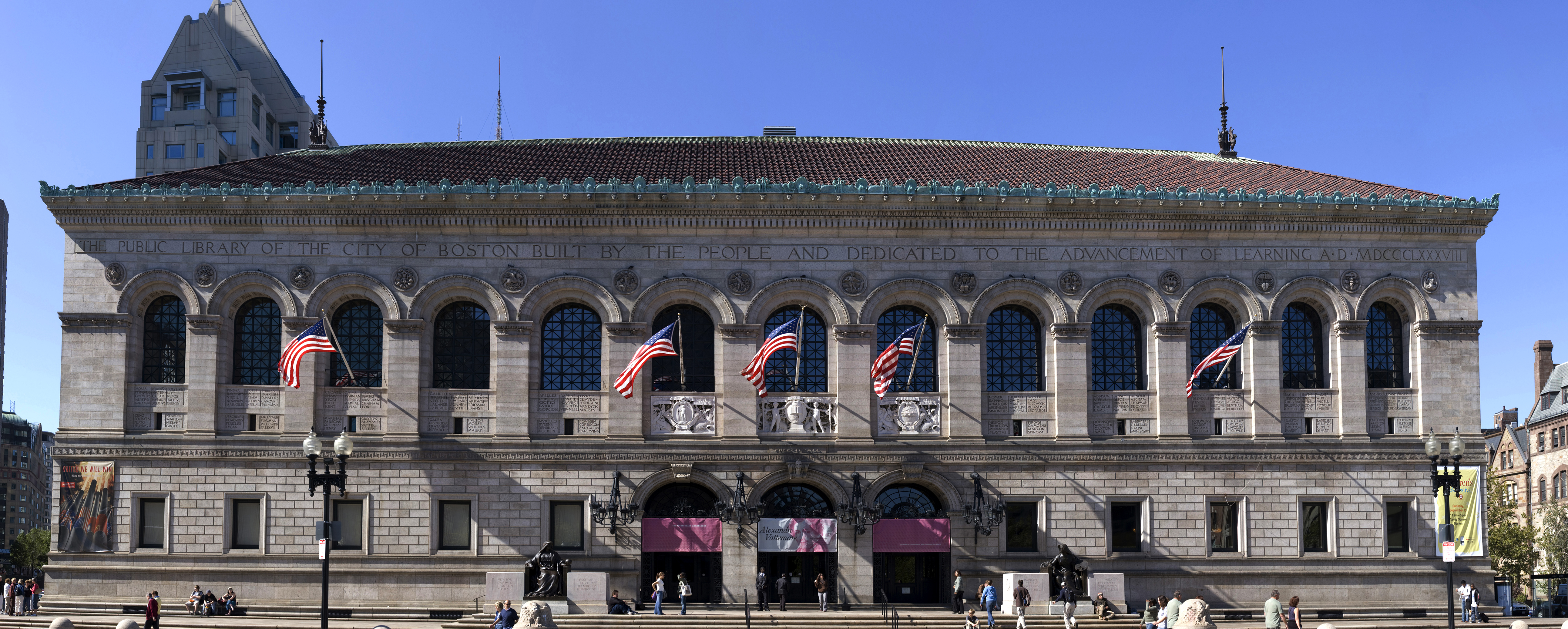
Entrée depuis Copley Square.

Du square Copley, trois portes mènent au McKim Building. Une fois à l'intérieur, la première pièce aperçue est le vestibule, chaleureux grâce au marbre rose. Trois paires de portes en bronze sculptées en bas-relief par Daniel Chester French portent les figures allégoriques de la musique, de la poésie, de la connaissance, de la sagesse et de la romance. Elles mènent au foyer du bâtiment.  
Au sud du vestibule se trouve la statue de Sir Henry Vane, le sixième gouverneur du Massachusetts, réalisée par le sculpteur Frederick William MacMonnies.

### Le foyer (lobby)
Le foyer McKim, dont le sol est fait de marbre de Georgie et qui est orné de motifs en laiton, conduit au cœur du bâtiment. Les voûtes du plafond couvertes de mosaïques sont réalisées par des immigrants italiens qui habitaient dans le North End, le quartier italien de Boston. Les tablettes qui ferment une partie des arcs de l'arcade portent les noms de grands artistes, écrivains et scientifiques, ce qui constitue un très long tableau d'honneur, quatre noms étant accidentellement dupliqués. Dans les écoinçons entre les arches se trouvent trente-trois médaillons sculptés dans le granit, pour la plupart des copies de marques d'anciens imprimeurs. Diverses inscriptions sont placées au-dessus des entrées.
Ces plafonds sont la première œuvre aux États-Unis du célèbre architecte Rafael Guastavino, né en Espagne. Il réalise ces plafonds selon une technique qu'il a apprise dans une université d'architecture de Barcelone (la Escuela de Maestros de Obras). La technique est connue depuis 500 ans en Espagne, créée par les Maures qui ont conquis la péninsule ibérique. De fin carreaux de terracotta sont liés et collés par du mortier en un motif à chevrons qui suit la courbe du toit. Ces voûtes en mosaïque font seulement dix centimètres d'épaisseur, mais sont très solides et résistantes au feu.  

### Le grand escalier
L'escalier conduit du foyer au deuxième étage du bâtiment. Ses marches sont fabriquées en pierre de l'Échaillon, une pierre utilisée dans la construction de l'Opéra Garnier de Paris, de couleur gris ivoire avec des inclusions de fossiles. La cage d'escalier est réalisée en marbre jaune de Sienne, soigneusement sélectionné par l'architecte.
Au pied de l'escalier, les lecteurs sont accueillis par un couple de lions, en hommage aux deux régiments d'infanterie de volontaires (le 2e et le 20e) pendant la guerre de Sécession (1861-1865). Les vétérans avaient financé eux-mêmes les statues sculptées par Louis Saint-Gudens. En raison du temps limité dont il disposait, le sculpteur avait transporté sur place les deux lions de marbre avant leur polissage. Contre l'avis de l'architecte, les vétérans ont demandé à conserver les sculptures avec cet aspect.
Une légende locale veut que le contact avec la queue des lions porte chance. Depuis 1895, date d'ouverture de la bibliothèque, ce sont des millions de caresses qui ont été portées sur les sculptures, les polissant et jaunissant, dans le ton du marbre de Sienne.

### Galerie Puvis de Chavannes (Puvis de Chavannes Gallery)

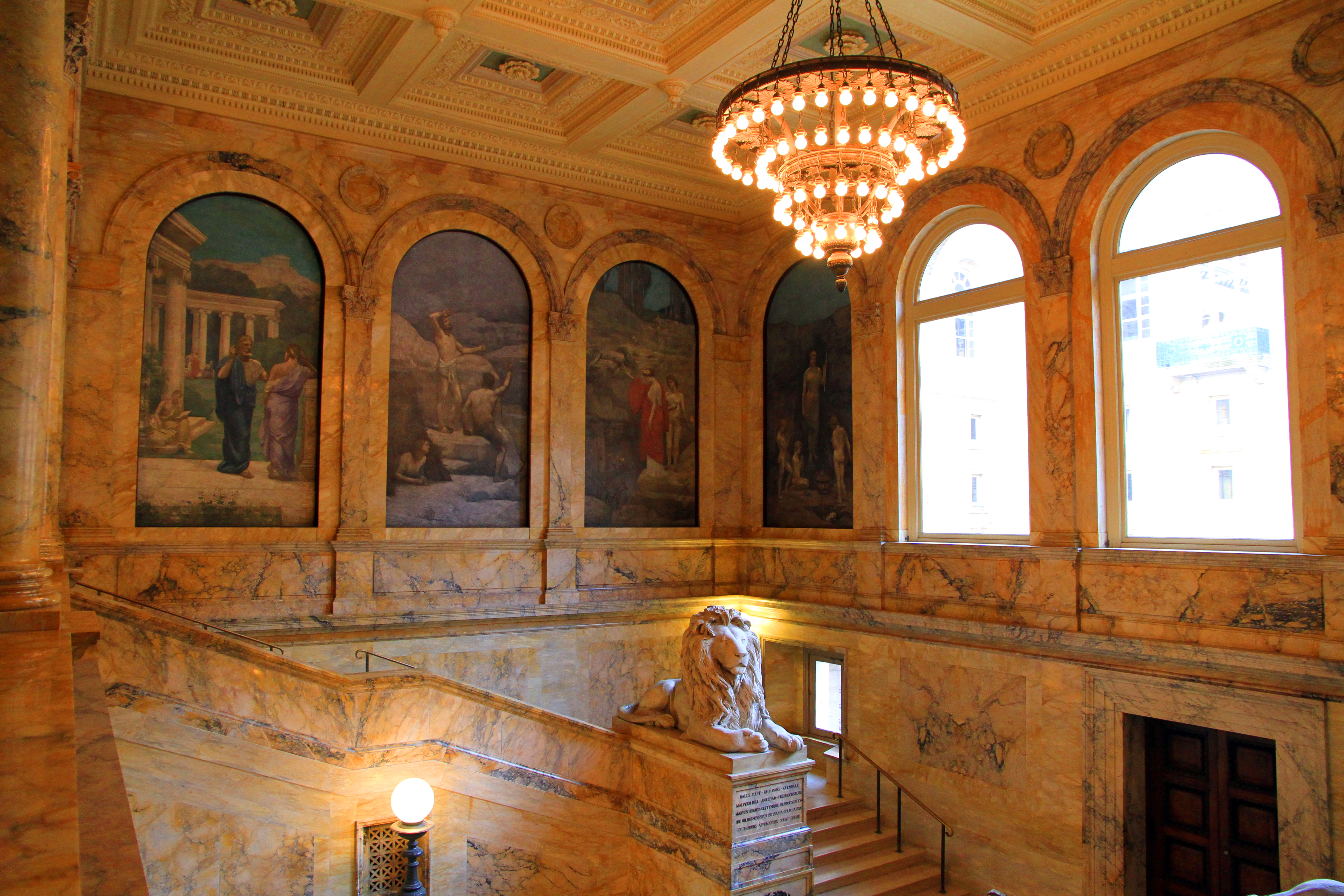
La galerie Puvis de Chavannes, dans le McKim Building, avec les peintures murales de Pierre Puvis de Chavannes et les statues léonines de Louis Saint-Gudens

En montant les escaliers, après les lions de marbre, vous verrez une série de jolies peintures murales réalisées dans des tons de bleu pâle, de vert pâle et d'ivoire. Elles ont été peintes par l'artiste français Pierre Puvis de Chavannes - ses seules peintures murales exposées hors de France.
Bien que vous n'ayez probablement jamais entendu parler de Puvis de Chavannes (comme la plupart des gens aujourd'hui), les Européens du XIXe siècle le considéraient comme un peintre et muraliste français de premier plan dont les œuvres combinaient des éléments du romantisme et du symbolisme.
Le peintre français Pierre Puvis de Chavannes (1824–1898), considéré comme une figure majeure du XIXe siècle en particulier pour ses murales, réalise les peintures murales du premier étage (la seule qu'il ait faite hors de France). Il n'a pas vu son œuvre installée : il a peint les panneaux sur de la dentelle belge à Paris, les a envoyés à Boston par bateau, et elles ont été posées en 1895 et 1896 par marouflage. Pour rendre la palette harmonieuse, l'artiste avait fait venir un échantillon de marbre de Sienne. 
L'escalier principal est décoré de huit panneaux qui représentent les disciplines universitaires que l'on peut étudier à la bibliothèque : (de gauche à droite) la philosophie, l'astronomie, l'histoire, la chimie, la physique, la poésie pastorale, la poésie dramatique, et la poésie épique. Un panneau plus long orne l'entrée du couloir de Bates, où les muses de l'inspiration accueillent l'esprit de lumière.

### Couloir de Bates (Bates Hall)
La salle de lecture porte le nom de l'un de ses premiers contributeurs, Joshua Bates (en). Il avait mis trois conditions à sa générosité :
1. Que la bibliothèque embellisse la ville de Boston ;
2. Qu'elle accueille un minimum de 150 lecteurs ;
3. Qu'elle soit gratuite pour tous.

### La galerie de Sargent  (Sargent Gallery)
John Singer Sargent a travaillé 29 ans de sa vie sur le hall du troisième étage du McKim Building entre 1890 et 1919. Connu pour ses portraits, il s'est engagé dans cette mission avec l'idée de réaliser son chef-d'œuvre. Son thème, le triomphe de la religion, inclut une grande variété de moments et d'iconographie des religions primitives égyptiennes et assyriennes, du judaïsme et du christianisme, qu'il avait étudié en Europe.
Sargent a peint les panneaux muraux en Angleterre, puis les a transporté à Boston en quatre fois. À cause de la faible luminosité des salles, il a orné les panneaux avec des dorures ainsi que plus de 600 morceaux de bas-relief en plâtre, métal, bois et verre.
L'installation en 1919 d'images d'une synagogue et d'une église sur le mur Est du hall a causé une polémique. On a demandé à enlever la synagogue considérée comme insultante. L'artiste s'est défendu de toute mauvaise intention, mais l'opinion publique était embrasée. Sa mort en 1925 a laissé inachevé le panneau Sermon on the Mount (Le sermon sur la montagne), qui est toujours vide de nos jours.

### Le salon Abbey (Abbey Room)
Cette pièce servait pour la réception des livres que les lecteurs avaient demandés à Bates Hall. Le salon Abbey porte le nom de l'artiste qui en a fait les peintures murales. Edwin Austin Abbey était illustrateur pour un magazine connu, Harper's Magazine, mais n'avait que peu d'experience avec les peintures à huile et n'avait jamais fait de peinture murale. Il a tout de même réalisé l'histoire de Sir Galahad et la quête du saint Graal.

## Bibliocycle
En 2014, la Bibliothèque publique de Boston (BPL) s'est associée à Boston Bikes pour créer Bibliocycle, un service mobile de proximité unique alimenté par des vélos, afin d'apporter des livres et d'autres services de bibliothèque aux Bostoniens dans toute la ville. Bibliocycle a été conçu et construit par Jon Ramos, un habitant de Boston, architecte et cycliste, à l'aide de vélos et d'une remorque à vélo. Bibliocycle est géré par des membres du personnel de la BPL sur la base du volontariat et de l'auto-sélection. La plupart des cyclistes sont des bibliothécaires, mais les auteurs ont également des employés de soutien à la bibliothèque qui participent au programme. Les membres du personnel planifient les visites de Bibliocycle comme ils le feraient pour d'autres visites de sensibilisation, et travaillent en grande partie sur des événements qui ont lieu pendant leurs heures de travail habituelles. La bicyclette est un mode de transport très agile qui permet de se rendre dans des endroits où la plupart des véhicules motorisés ne peuvent pas aller, comme l'intérieur des parcs, l'intérieur des bâtiments et les terrains des musées.

## Histoire récente
Dans les années 1970, la bibliothèque publique de Boston est mentionnée par Joe Brainard dans son autobiographie I remember (Je me souviens) : « Je me souviens d'avoir projeté de déchirer la page 48 de tous les livres que j'emprunterais à la bibliothèque publique de Boston mais de m'en être vite lassé ».
En 2008, la bibliothèque publique de Boston ouvre un compte Flickr pour mettre à disposition du public, gratuitement, un important fonds photographique.
En mai 2015, plusieurs gravures disparaissent de la bibliothèque, dont une copie de l’Adam et Ève d'Albrecht Dürer — l'une des gravures les plus importantes de l'histoire —, estimée à 600 000 dollars, et l’Autoportrait avec chapeau à plumes et sabre baissé de Rembrandt, estimée à 30 000 dollars.
En 2017, la Bibliothèque publique de Boston a reçu des prix conjoints de l'American Institute of Architects (AIA) et de l'American Library Association (ALA) pour la rénovation de la bibliothèque centrale de son bâtiment Johnson, et pour la succursale d'East Boston.
À l'occasion des 20 ans de Wikipédia, en partenariat avec la Digital Public Library of America (DPLA), l'établissement verse 8000 photographies historiques numérisées dans Wikimedia Commons,.